# DFB-Pokal 1990/91 (Frauen)
Der DFB-Pokal der Frauen 1991 wurde von Grün-Weiß Brauweiler gewonnen, der im Finale den Meister TSV Siegen mit 1 : 0 schlug. Der Brauweiler Erfolg war die größte Sensation in der Geschichte des DFB-Pokals der Frauen, weil Brauweiler damals in der zweitklassigen Regionalliga West spielte.
Zum letzten Mal nahmen nur die 16 Landespokalsieger teil. Ab der nächsten Saison waren die Mannschaften der Bundesliga automatisch qualifiziert. Ebenfalls wurde in dieser Saison zum letzten Mal ein Wiederholungsspiel angesetzt, falls es nach Verlängerung noch unentschieden steht.

## Teilnehmer
Für den DFB-Pokal haben sich folgende Verbandspokalsieger qualifiziert:
| Regionalverband Nord | Regionalverband West                                                                 | Regionalverband Südwest                                                          | Regionalverband Süd | Berlin                   |
| --- | ------------------------------------------------------------------------------------ | -------------------------------------------------------------------------------- | --- | ------------------------ |
| - Bremen: Polizei SV Bremen - Hamburg: FTSV Lorbeer Rothenburgsort - Niedersachsen: VfR Eintracht Wolfsburg - Schleswig-Holstein: Schmalfelder SV | - Mittelrhein: Grün-Weiß Brauweiler - Niederrhein: GSV Moers - Westfalen: TSV Siegen | - Rheinland: TuS Ahrbach - Saarland: VfR 09 Saarbrücken - Südwest: TuS Wörrstadt | - Baden SC Klinge Seckach - Bayern FC Bayern München - Hessen: FSV Frankfurt - Südbaden: TuS Binzen - Württemberg: VfL Sindelfingen | - Tennis Borussia Berlin |

## Übersicht
Die jeweils oben genannte Mannschaft hatte Heimrecht. Fett geschriebene Mannschaften erreichten die nächste Runde. Zahlen dahinter kennzeichnen die Tore im Wiederholungsspiel. Zahlen in Klammern die Tore im Elfmeterschießen.

|  | Achtelfinale           | Achtelfinale |                      |                     | Viertelfinale       | Viertelfinale |  |  | Halbfinale | Halbfinale |  |  | Finale | Finale |
|  |                        |              |                      |                     |                     |               |  |  |            |            |  |  |        |        |
|  |                        |              |                      |                     |                     |               |  |  |            |            |  |  |        |        |
|  | Grün-Weiß Brauweiler   | 1            |                      |                     |                     |               |  |  |            |            |  |  |        |        |
|  | FSV Frankfurt          | 0            |                      |                     |                     |               |  |  |            |            |  |  |        |        |
|  | FSV Frankfurt          | 0            | Grün-Weiß Brauweiler | 11/51               |                     |               |  |  |            |            |  |  |        |        |
|  |                        |              | Grün-Weiß Brauweiler | 11/51               |                     |               |  |  |            |            |  |  |        |        |
|  |                        |              |                      |                     | SC Klinge Seckach   | 1/1           |  |  |            |            |  |  |        |        |
|  | TuS Binzen             | 0            |                      |                     | SC Klinge Seckach   | 1/1           |  |  |            |            |  |  |        |        |
|  | TuS Binzen             | 0            |                      |                     |                     |               |  |  |            |            |  |  |        |        |
|  | SC Klinge Seckach      | 2            |                      |                     |                     |               |  |  |            |            |  |  |        |        |
|  | SC Klinge Seckach      | 2            | Grün-Weiß Brauweiler | 6                   |                     |               |  |  |            |            |  |  |        |        |
|  |                        |              | Grün-Weiß Brauweiler | 6                   |                     |               |  |  |            |            |  |  |        |        |
|  |                        |              |                      | Eintracht Wolfsburg | 0                   |               |  |  |            |            |  |  |        |        |
|  | GSV Moers              | 3            |                      | Eintracht Wolfsburg | 0                   |               |  |  |            |            |  |  |        |        |
|  | GSV Moers              | 3            |                      |                     |                     |               |  |  |            |            |  |  |        |        |
|  | Polizei SV Bremen      | 0            |                      |                     |                     |               |  |  |            |            |  |  |        |        |
|  | Polizei SV Bremen      | 0            | GSV Moers            | 1                   |                     |               |  |  |            |            |  |  |        |        |
|  |                        |              | GSV Moers            | 1                   |                     |               |  |  |            |            |  |  |        |        |
|  |                        |              |                      |                     | Eintracht Wolfsburg | 2             |  |  |            |            |  |  |        |        |
|  | Tennis Borussia Berlin | 1            |                      |                     | Eintracht Wolfsburg | 2             |  |  |            |            |  |  |        |        |
|  | Tennis Borussia Berlin | 1            |                      |                     |                     |               |  |  |            |            |  |  |        |        |
|  | Eintracht Wolfsburg    | 4            |                      |                     |                     |               |  |  |            |            |  |  |        |        |
|  | Eintracht Wolfsburg    | 4            | Grün-Weiß Brauweiler | 1                   |                     |               |  |  |            |            |  |  |        |        |
|  |                        |              | Grün-Weiß Brauweiler | 1                   |                     |               |  |  |            |            |  |  |        |        |
|  |                        |              |                      | TSV Siegen          | 0                   |               |  |  |            |            |  |  |        |        |
|  | TuS Ahrbach            | 0            |                      | TSV Siegen          | 0                   |               |  |  |            |            |  |  |        |        |
|  | TuS Ahrbach            | 0            |                      |                     |                     |               |  |  |            |            |  |  |        |        |
|  | VfR 09 Saarbrücken     | 1            |                      |                     |                     |               |  |  |            |            |  |  |        |        |
|  | VfR 09 Saarbrücken     | 1            | VfR 09 Saarbrücken   | 1                   |                     |               |  |  |            |            |  |  |        |        |
|  |                        |              | VfR 09 Saarbrücken   | 1                   |                     |               |  |  |            |            |  |  |        |        |
|  |                        |              |                      |                     | TSV Siegen          | 5             |  |  |            |            |  |  |        |        |
|  | TSV Siegen             | 6            |                      |                     | TSV Siegen          | 5             |  |  |            |            |  |  |        |        |
|  | TSV Siegen             | 6            |                      |                     |                     |               |  |  |            |            |  |  |        |        |
|  | Lorb. Rothenburgsort   | 0            |                      |                     |                     |               |  |  |            |            |  |  |        |        |
|  | Lorb. Rothenburgsort   | 0            | TSV Siegen           | 2                   |                     |               |  |  |            |            |  |  |        |        |
|  |                        |              | TSV Siegen           | 2                   |                     |               |  |  |            |            |  |  |        |        |
|  |                        |              |                      | Bayern München      | 0                   |               |  |  |            |            |  |  |        |        |
|  | TuS Wörrstadt          | 2/0          |                      | Bayern München      | 0                   |               |  |  |            |            |  |  |        |        |
|  | TuS Wörrstadt          | 2/0          |                      |                     |                     |               |  |  |            |            |  |  |        |        |
|  | Bayern München         | 12/41        |                      |                     |                     |               |  |  |            |            |  |  |        |        |
|  | Bayern München         | 12/41        | Bayern München       | 1                   |                     |               |  |  |            |            |  |  |        |        |
|  |                        |              | Bayern München       | 1                   |                     |               |  |  |            |            |  |  |        |        |
|  |                        |              |                      |                     | VfL Sindelfingen    | 0             |  |  |            |            |  |  |        |        |
|  | Schmalfelder SV        | 0            |                      |                     | VfL Sindelfingen    | 0             |  |  |            |            |  |  |        |        |
|  | Schmalfelder SV        | 0            |                      |                     |                     |               |  |  |            |            |  |  |        |        |
|  | VfL Sindelfingen       | 212          |                      |                     |                     |               |  |  |            |            |  |  |        |        |

1 Sieg im Wiederholungsspiel
2 Sieg nach Verlängerung

## Achtelfinale
Gespielt wurde am 19. und 26. August 1990.
|                        | Ergebnis  |                         |
| ---------------------- | --------- | ----------------------- |
| TuS Binzen             | 0:2       | SC Klinge Seckach       |
| Tennis Borussia Berlin | 1:4       | VfR Eintracht Wolfsburg |
| Grün-Weiß Brauweiler   | 1:0       | FSV Frankfurt           |
| TSV Siegen             | 6:0       | Lorbeer Rothenburgsort  |
| TuS Ahrbach            | 0:1       | VfR 09 Saarbrücken      |
| Schmalfelder SV        | 0:1 n. V. | VfL Sindelfingen        |
| GSV Moers              | 3:0       | Polizei SV Bremen       |
| TuS Wörrstadt          | 2:2 n. V. | FC Bayern München       |

### Wiederholungsspiel
|                   | Ergebnis |               |
| ----------------- | -------- | ------------- |
| FC Bayern München | 4:0      | TuS Wörrstadt |

## Viertelfinale
Gespielt wurde am 21. November sowie am 1. und 2. Dezember 1990.
|                      | Ergebnis  |                         |
| -------------------- | --------- | ----------------------- |
| GSV Moers            | 1:2       | VfR Eintracht Wolfsburg |
| Grün-Weiß Brauweiler | 1:1 n. V. | SC Klinge Seckach       |
| FC Bayern München    | 1:0       | VfL Sindelfingen        |
| VfR 09 Saarbrücken   | 1:5       | TSV Siegen              |

### Wiederholungsspiel
|                   | Ergebnis |                         |
| ----------------- | -------- | ----------------------- |
| SC Klinge Seckach | 1:5      | SV Grün-Weiß Brauweiler |

## Halbfinale
Gespielt wurde am 5. Mai 1991.
|                      | Ergebnis |                         |
| -------------------- | -------- | ----------------------- |
| TSV Siegen           | 2:0      | FC Bayern München       |
| Grün-Weiß Brauweiler | 6:0      | VfR Eintracht Wolfsburg |

## Finale
| Grün-Weiß Brauweiler                                     | Grün-Weiß Brauweiler | TSV Siegen | TSV Siegen |
| -------------------------------------------------------- | --- | --- | ---------- |
| Grün-Weiß Brauweiler                                     | \| Samstag, 22. Juni 1991 in Berlin (Olympiastadion) \| \| Ergebnis: 1:0 (1:0) \| \| Zuschauer: 5.000 (zu Beginn / Vorspiel zum Männerfinale) \| \| Schiedsrichter: Rainer Boos (Friedrichsdorf) \|                                                         | \| Samstag, 22. Juni 1991 in Berlin (Olympiastadion) \| \| Ergebnis: 1:0 (1:0) \| \| Zuschauer: 5.000 (zu Beginn / Vorspiel zum Männerfinale) \| \| Schiedsrichter: Rainer Boos (Friedrichsdorf) \|                                 | TSV Siegen |
| Grün-Weiß Brauweiler                                     | Silke Rottenberg – Claudia Klein – Andrea Klein, Gabriele Walek – Katja Perner-Wrobel (41. Annamária Agócs), Bettina Wiegmann, Gyöngyi Lovász-Anton, Dunja Fischer (78. Iris Knetsch), Elke Richter – Michaela Kubat, Ursula Lohn Cheftrainer: Thomas Meyer | Marion Isbert – Birgit Wiese – Marjan Veldhuizen, Jutta Nardenbach – Martina Voss, Silvia Neid, Sissy Raith (59. Heike Czyganowski), Myriam Knieper, Loes Camper – Gaby Mink (63. Beate Henkel), Edit Kern Cheftrainer: Gerd Neuser | TSV Siegen |
| Grün-Weiß Brauweiler                                     | 1:0 Michaela Kubat (19.) | | TSV Siegen |
| Grün-Weiß Brauweiler                                     | Myriam Knieper, Marjan Veldhuizen | | TSV Siegen |
| Samstag, 22. Juni 1991 in Berlin (Olympiastadion)        | | |            |
| Ergebnis: 1:0 (1:0)                                      | | |            |
| Zuschauer: 5.000 (zu Beginn / Vorspiel zum Männerfinale) | | |            |
| Schiedsrichter: Rainer Boos (Friedrichsdorf)             | | |            |